# Ligue pour la lecture de la Bible
La Ligue pour la lecture de la Bible (anglais : Scripture Union) est une organisation chrétienne évangélique internationale qui offre des programmes de lecture de la Bible adaptés aux enfants et aux personnes de tous âges avec des cours et des formations. Son siège est situé à Didcot, Royaume-Uni.

## Histoire
La Ligue pour la lecture de la Bible est fondée en 1867 à Londres en Angleterre sous le nom de Mission spéciale au service des enfants (anglais : Children's Special Service Mission) par Josiah Spiers ,.  En 1879, un programme de camps pour les garçons a été instauré. En 2017, la ligue est présente dans 120 pays.

## Programmes
La Ligue accomplit sa mission à travers des camps, week-ends et journées, des cours et des formations.